# Era de Capricórnio
A Era de Capricórnio é a era astrológica que deve começar por volta do Século XLII, e sucederá a Era de Aquário. Será o ponto em que o equinócio vernal, por precessão, atingirá o primeiro grau de Capricórnio.
A astrologia e as religiões pouco dizem sobre as condições que estarão em vigor no mundo durante essa era. Alguns especulam que esta será uma época sob a qual a humanidade viverá sob condições extremamente limitadas, em que sofrerá as conseqüências dos danos ambientais das épocas anteriores, e será forçada a gastar a maior parte dos recursos da Terra para recuperar as condições ambientais. Outras correntes do esoterismo acreditam que, sendo Capricórnio regido pelo planeta Saturno, o planeta da obstrução, nesta era será assinalado o fim do mundo tal qual é conhecido e a humanidade passará a viver em um novo mundo, sob condições muito diferentes das conhecidas atualmente.
Esta será a era da humanidade se expandir pelo universo, visto que, na Era de Aquário, haverá a sublimação da consciência humana.